# Shadow of the Tomb Raider
Shadow of the Tomb Raider – przygodowa gra akcji stworzona przez Eidos Montréal przy współpracy z Crystal Dynamics, stanowiąca trzecią odsłonę odświeżonej serii Tomb Raider i kontynuację wydanego w 2015 roku Rise of the Tomb Raider. Gra została wydana przez Square Enix 14 września 2018 na platformy Microsoft Windows, PlayStation 4 i Xbox One. Wersje na macOS i Linux zostały wydane w listopadzie 2019 przez Feral Interactive.

## Fabuła
Akcja gry osadzona została po wydarzeniach z Rise of the Tomb Raider. Główna bohaterka, archeolog Lara Croft, wyrusza na poszukiwanie artefaktu Majów powiązanego z jej zmarłym ojcem. Poszukuje go również Trójca, paramilitarna organizacja badająca zjawiska nadprzyrodzone i główny wróg Lary, w celu zmienienia świata. W trakcie podróży Lara niechcący doprowadza do rozpoczęcia majańskiej apokalipsy, co zmusza ją do próby ocalenia świata.

## Rozgrywka
Podobnie jak dwie poprzednie odsłony serii, Shadow of the Tomb Raider jest przygodową grą akcji, w której wydarzenia gracz obserwuje z perspektywy trzeciej osoby. Zgodnie z zapowiedziami twórców, świat gry jest największym z dotychczasowych odsłon serii, a główna bohaterka – Lara Croft – odwiedza m.in. zaginione miasto Inków Paititi. Gracz może angażować się w zadania i misje poboczne oraz dowiadywać się więcej o Paititi, gromadząc większe doświadczenie.
W grze wprowadzony został nowy system handlu wymiennego, pozwalającego wymieniać w mieście znalezione zasoby i bronie. Wprowadzone zostały liczne usprawnienia do rozgrywki, której trzon pozostał jednak niezmienny. Znacząco usprawniono system pływania, pozwalający teraz Larze dłużej wstrzymywać powietrze pod wodą dzięki wprowadzeniu systemu kieszeni powietrznych. Postać może również spuścić się po klifie dzięki linie. Większy nacisk położono na skradanie się – możliwe jest uniknięcie walki, jeżeli Lara zniknie z pola widzenia przeciwnika. Podobnie jak w dwóch poprzednich odsłonach, możliwe jest polowanie na zwierzęta, tworzenie materiałów ze zgromadzonych surowców, rozwiązywanie zagadek środowiskowych i eksplorowanie grobowców, pojawiając się w Shadow of the Tomb Raider częściej niż w dwóch poprzednich częściach. Możliwe jest ustalenie poziomu trudności eksploracji, łamigłówek i walki. W „trybie immersji” możliwe jest słuchanie toczonych w tle rozmów postaci niezależnych w ich rodzimym języku, podczas gdy po jego wyłączeniu są one odtwarzane w domyślnie ustawionym przez gracza języku.

## Produkcja
Prace nad Shadow of the Tomb Raider rozpoczęły się w 2015 roku. W odróżnieniu od dwóch poprzednich odsłon, tworzonych głównie przez Crystal Dynamics, prace nad grą powierzono studiu Eidos Montréal, podczas gdy Crystal Dynamics pełniło funkcję studia pomocniczego. Podobnie jak w przypadku gier z serii Deus Ex i Thief, pierwszym etapem prac nad grą było zrozumienie podstawowych elementów serii, a następnie stworzenie gry na ich podstawie oraz filozofii projektowania wyznawanej przez dewelopera. Budżet gry szacowany jest na 75 mln dolarów, a koszty marketingu i promocji na dodatkowe 35 mln, co czyni Shadow of the Tomb Raider najdroższą jak dotąd grą wyprodukowaną przez studio. Prezes Eidos Montréal David Anfossi w jednym z wywiadów zwrócił uwagę na skalę projektu w porównaniu do współczesnego rynku gier komputerowych i konieczność osiągnięcia zysków. Mając na uwadze koszty, studio postanowiło wprowadzić do gry eksperymentalne funkcje wieloosobowej. Wpisując się w trend gier-usług, mają one wydłużyć jej żywotność i zapewnić popremierowy dochód dzięki stworzeniu i zaangażowaniu dużej społeczności.
Chociaż pogłoski o grze pojawiały się od dawna, oficjalne potwierdzenie tych informacji nastąpiło 15 marca 2018, w okolicach premiery filmu kinowego Tomb Raider, kiedy to Square Enix zapowiedziało kontynuację Rise of the Tomb Raider. Tego samego dnia zaprezentowany został teaser przedstawiający Larę w górskim środowisku. Pełna zapowiedź gry nastąpiła 27 kwietnia 2018, kiedy to opublikowano zwiastun, zrzuty ekranu oraz godzinną wersję demonstracyjną dla prasy. Zapowiedziano również przepustkę sezonową, mającą zawierć siedem „ścieżek”, dających dostęp do nowych misji, grobowców, broni, strojów, umiejętności i elementów fabularnych.
Podobnie jak w przypadku dwóch poprzednich odsłon, w Larę Croft wcieliła się brytyjska aktorka Camilla Luddington, a w polskiej wersji postać po raz kolejny dubbingowała Karolina Gorczyca. 24 lipca Eidos Montréal poinformował, że prace nad grą zostały ukończone i osiągnęła ona status gotowej do wydania.